# Броненосці типу «Прінчіпе Амадео»
Броненосці типу «Прінчіпе Амадео» (італ. Principe Amedeo classe) - броненосці Королівських військово-морських сил Італії  другої половини 19-го століття. 

## Історія створення
У 1862 році італійський уряд Урбано Раттацці, де Міністром військово-морських сил був Карло Пелліон ді Персано, вирішив будувати броненосці. У складі італійського флоту вже були два невеликі броненосці типу «Формідабіле», збудовані у Франції, та два броненосці типу «Ре д'Італія», збудовані у США. Ще п'ять кораблів були замовлені в інших державах, а три фрегати, що вже будувались, переобладнали на броненосці. 
Броненосці типу «Прінчіпе Амадео» були останніми броненосцями ВМС Італії першого покоління. Їх розробив військовий інженер Джузеппе Де Лука (італ. Giuseppe De Luca). Спочатку корпуси кораблів планувалось побудувати дерев'яними, але в процесі будівництва їх замінили на композитну деревину та залізо.

## Конструкція

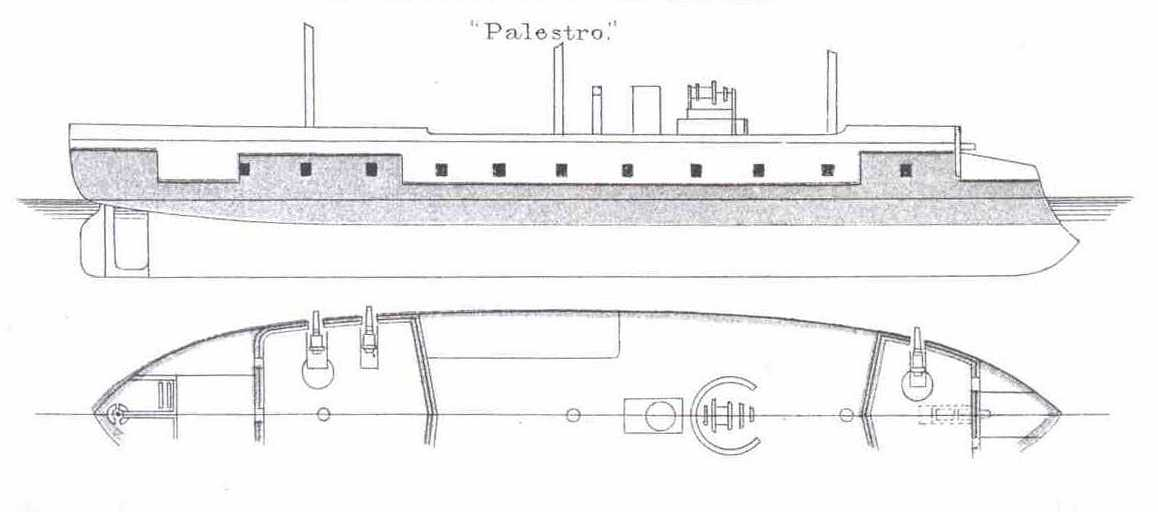
Схема корабля

Силова установка кораблів складалась з шести парових котлів та однієї парової машини одиночного розширення потужністю 6 117 к.с., яка обертала один гвинт та забезпечувала швидкість у 12 вузлів.
Крім того, на кораблях були вітрила загальною площею 3 400 кв.м.
Озброєння головного калібру складалось з шести 254-мм гармат, але вони були встановлені по різному на обох кораблях: на «Прінчіпе Амадео» вони були встановлені в броньованому казематі посередині корабля, а на «Палестро» - в трьох казематах, перший з яких розміщувався в носовій частині кораблі, а два інших - ближче до корми.
Також на обох кораблях була встановлена одна 279-мм гармата, розміщена в носовій частині. Пізніше на «Прінчіпе Амадео» були встановлені шість 76-мм гармат, шість кулеметів та два торпедні апарати.
Кораблі захищались залізним поясом товщиною 221 м, розміщеним вздовж усього корабля. Каземати захищались бронею товщиною 140 мм, а бойова рубка - бронею товщиною 61 мм.

## Представники
| Назва                             | Верф                                         | Закладений        | Спущений на воду                  | Вступив у стрій     | Доля                                                                             |
| --------------------------------- | -------------------------------------------- | ----------------- | --------------------------------- | ------------------- | -------------------------------------------------------------------------------- |
| «Прінчіпе Амадео» Principe Amedeo | «Cantiere navale di Castellammare di Stabia» | серпень 1865 року | 15 січня 1872 року                | 16 грудня 1874 року | Виключений зі складу флоту у 1895 році, зданий на злам                           |
| «Палестро» Palestro               | Арсенал Ла-Спеції                            | серпень 1865 року | 30 вересня або 2 жовтня 1871 року | 11 липня 1875 року  | Виключений зі складу флоту 14 квітня 1900 року, зданий на злам у 1903-1904 роках |